# 農家麵包

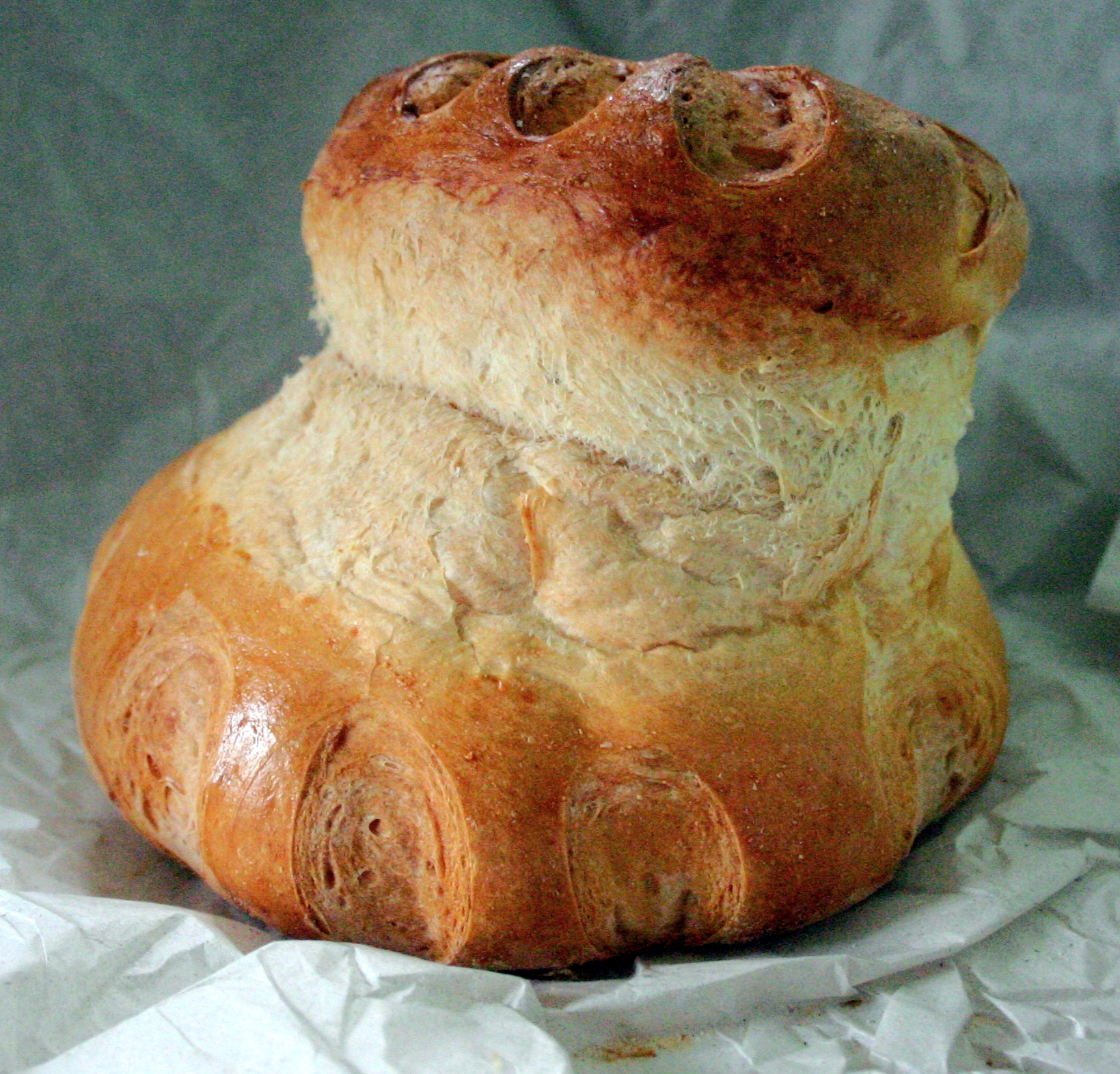
一组农家面包

农家面包（Cottage loaf）是一种起源于英格兰的传统面包。
农家面包的外型具有一定特色。大体来说，农家面包是由两个圆形的面团拼合而成，上半部分的面团较小，下半部分的面团较大。这样的外形和法国的布莉歐以及菲尼斯泰尔省的帽子面包（pain chapeau）较为相似。
农家面包的名字和外型来源的历史现在已经难以考究，但可以推测它们在数百年前就出现了。伊丽莎白·大卫曾在她的著作《英式面包和酵母烹饪》（[English Bread and Yeast Cookery] 错误：{{Lang}}：文本有斜体标记（帮助））中提到农家面包。她推测农家面包的外形是为节约烤箱空间而存在的。然而，“农家面包”（Cottage loaf）这一名字直到19世纪中期才首次以书面形式出现。历史记录表明，在农家面包出现前，一种称为“农家小砖”（cottage brick）的椭圆形面包与农家面包较为相似。“农家小砖”在当时的伦敦地区很常见。 
农家面包虽然曾经盛行一时，但是现在很少可以在面包店中找到它们。因为烘焙农家面包相对耗时且工序繁琐，而且与其他圆形面包一样，农家面包切片不太方便。